# 上田村 (新潟県)
上田村（うえだむら）は、かつて新潟県南魚沼郡にあった村。

## 沿革
- 1906年（明治39年）4月1日 - 南魚沼郡旭村、長崎村、南旭村、三和村（一部）が合併して、上田村が発足。
- 1957年（昭和32年）2月1日 - 南魚沼郡塩沢町、石打村と合併し、塩沢町を新設して消滅。